# Literatura de Chile
La literatura de Chile hace mención al conjunto de producciones literarias creadas por escritores originarios de ese país; ha sido producida habitualmente en español, aunque existen también autores, principalmente poetas, que utilizan otros idiomas, en particular el mapudungun. Especialmente en el ámbito de la poesía, cuenta con varios escritores de renombre, como Vicente Huidobro, Enrique Lihn, Gabriela Mistral, Pablo Neruda, Nicanor Parra, Pablo de Rokha, Gonzalo Rojas, Jorge Teillier y Raúl Zurita, entre otros. En el campo de la narrativa, destacan también Isabel Allende, Roberto Bolaño, María Luisa Bombal, José Donoso, Jorge Edwards, Pedro Lemebel, Antonio Skármeta, entre otros.

## Antecedentes

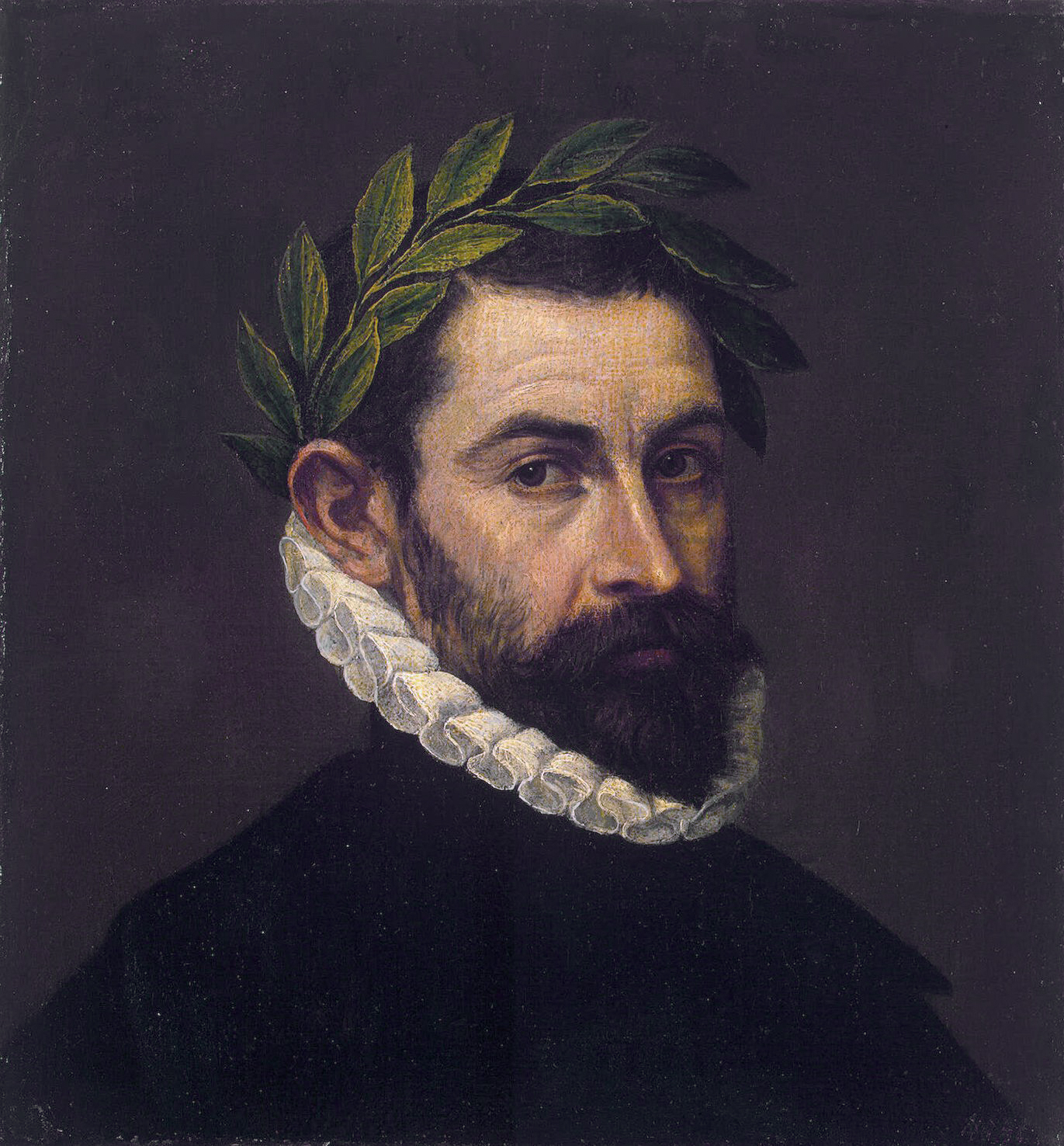
Alonso de Ercilla.

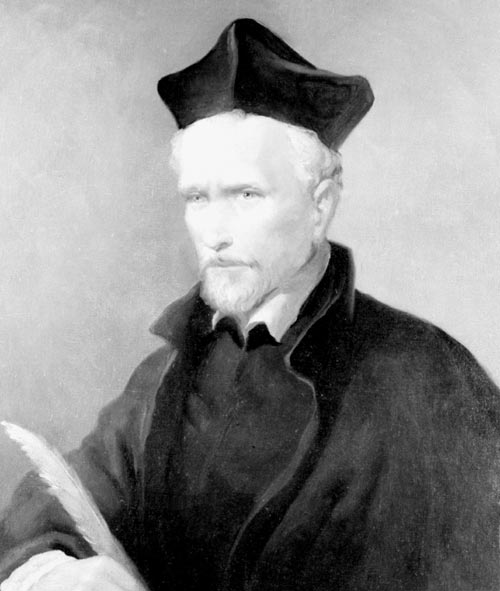
Alonso de Ovalle.

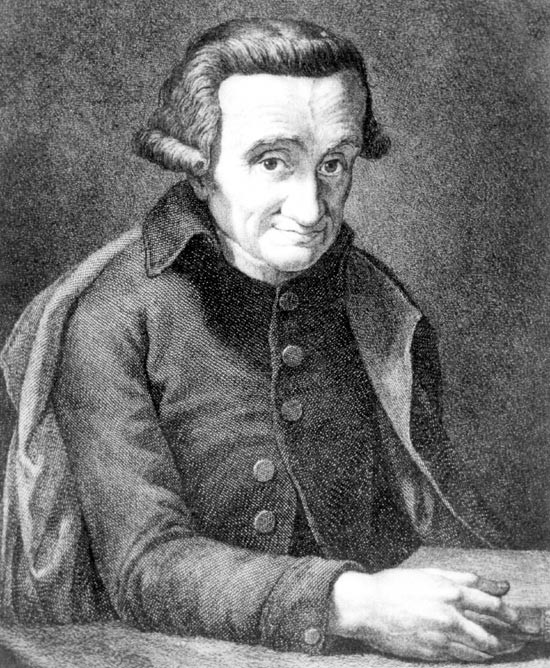
Abate Juan Ignacio Molina.

La literatura en Chile se gestó primeramente a través de la conquista y colonización que llevó a cabo el Imperio español durante el siglo XVI en los territorios pertenecientes en la actualidad a Chile. Los conquistadores trajeron consigo a cronistas europeos que tuvieron la función de describir los acontecimientos importantes acaecidos en estos procesos, para posteriormente dar cuenta ante la Corona española. En este contexto se destacó Alonso de Ercilla con su poema épico La Araucana, publicado en España en 1569, 1578 y 1589, y que describe la lucha entre los españoles y mapuches en la Guerra de Arauco. Otra obra que también describió este conflicto fue Arauco domado, escrita por Pedro de Oña, el primer poeta nacido en Chile, y publicada en 1596, y que más tarde, en 1625, sería llevada al teatro por Lope de Vega. A ellas se suma el Purén indómito escrita por Diego Arias de Saavedra en el primer cuarto del siglo XVII. Estas obras fueron creadas para el público lector español.
Destacan también escritores de crónicas, relaciones históricas, tratados científicos, filosóficos y teológicos, entre los que se pueden mencionar a: Jerónimo de Vivar (Crónica y relación copiosa y verdadera de los reinos de Chile, 1558), Alonso de Góngora Marmolejo (Historia del Reino de Chile, 1575), Diego de Rosales (Historia general del Reyno de Chile), Alonso de Ovalle (Histórica relación del Reyno de Chile, 1646), José Perfecto de Salas (Historia Geográfica e Hidrográfica del Reino de Chile, 1760), Francisco Núñez de Pineda y Bascuñán (Cautiverio feliz, 1673), Miguel de Olivares (Historia de la Compañía de Jesús en Chile, 1738, Vicente Carvallo y Goyeneche (Descripción histórico-geográfica del Reino de Chile, 1796); escritores de temas científicos Juan Ignacio Molina (Ensayo sobre la Historia Natural de Chile, 1782) y teológicos-filosóficos; Alonso Briceño  (Celebriores controversias in primum Sentenciarum Scoti, 1638) y Manuel Lacunza (La Venida del Mesías en gloria y majestad).[cita requerida]
Más tarde, durante el período colonial y hasta el siglo XIX, sobresalió la labor literaria realizada por las monjas de los conventos chilenos, quienes se caracterizaron por escribir cartas espirituales, diarios, autobiografías y epistolarios. Descollaron Tadea de San Joaquín, Úrsula Suárez y Josefa de los Dolores.
La lectura fue, durante la época colonial, una práctica realizada por una minoría de la sociedad chilena, situación que comenzó a cambiar a partir de la década de 1840, cuando un grupo de intelectuales impulsaron la formación de una sociedad lectora. Este grupo consideraba que la lectura era una herramienta eficaz para civilizar a una nación.

## Historia

### Romanticismo

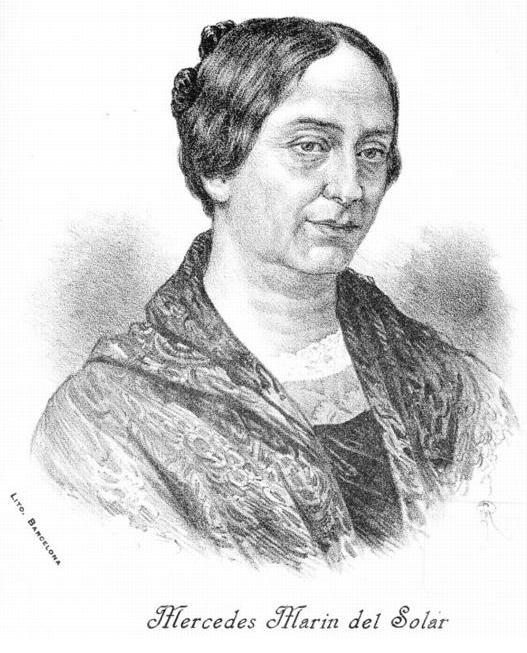
Mercedes Marín del Solar.

El romanticismo en Chile, conforme al análisis del crítico literario Cedomil Goic, puede clasificarse en tres generaciones literarias: la de 1837, 1852 y 1867.
La de 1837, denominada también generación costumbrista, se caracterizó por el desarrollo de un costumbrismo con especial énfasis en lo pintoresco y lo realista, abordándolos desde un punto de vista crítico y satírico. En esta generación destacaron Mercedes Marín del Solar, Rosario Orrego, Vicente Pérez Rosales y José Joaquín Vallejo.
La de 1852 o generación romántico-social tuvo una postura más radical a la visión liberal que la generación anterior, presentando el pasado como ejemplo de rectificación del presente. En esta generación sobresalieron José Victorino Lastarria, Salvador Sanfuentes, Martín Palma, Eusebio Lillo, Guillermo Matta y Guillermo Blest Gana.
La de 1867 o generación realista se caracterizó por poseer un enfoque más cercano al realismo que las generaciones anteriores. Descollaron en ella Alberto Blest Gana con su novela Martín Rivas, en la que retrató a la sociedad chilena de finales del siglo XIX, incorporando a la vez el romanticismo característico de sus primeras obras; Daniel Barros Grez, Eduardo de la Barra, Zorobabel Rodríguez, José Antonio Soffia, y Liborio Brieba.
El romanticismo en Chile evolucionó desde los ideales neoclásicos del arte, hasta alcanzar una concepción ligada a la expresión de la sociedad, siéndole añadida la función de orientar el desarrollo ético y moral de la vida pública y privada.

### Sociedad Literaria de 1842
La creación de la Sociedad Literaria de 1842, cuyo discurso inaugural fue leído por José Victorino Lastarria el 3 de mayo de 1842, tenía el objetivo de impulsar la formación de la juventud y promover una literatura con identidad nacional, funcional al proyecto político liberal de nación, que proponía la clase ilustrada chilena. También hizo hincapié en la ilustración como factor fundamental del progreso, fomentó la originalidad e impulsó al rechazo de los modelos extranjeros.
Dos polémicas intelectuales que se dieron en la prensa de 1842 influyó en las concepciones que abordó la citada sociedad: la primera, denominada controversia filológica, tuvo relación con una serie de términos y palabras utilizadas en Chile que fueron consideradas repugnables por escritores extranjeros como Pedro Fernández Garfias o Domingo Faustino Sarmiento; la segunda, se dio en torno a diversas posturas adoptadas por escritores como Vicente Fidel López, Salvador Sanfuentes, Jotabeche (José Joaquín Vallejo), Sarmiento y Antonio García Reyes acerca del romanticismo.
La Sociedad Literaria de 1842 duró poco más de un año, hasta el 1 de agosto de 1843, periodo en el cual realizó un total de ochenta y seis sesiones (registradas desde el 5 de marzo de 1842). Su principal logro fue la publicación del Semanario de Santiago, que sería clave en la masificación de las revistas literarias en Chile.
Entre los escritores y políticos que participaron de esta sociedad destacaron Sanfuentes, Jotabeche, Francisco Bilbao, Manuel Antonio Tocornal, Antonio Varas, Aníbal Pinto y Domingo Santa María.

### Realismo
El realismo se inició en Chile con la publicación, en 1862, de la novela Martín Rivas de Alberto Blest Gana, y se extendió hasta 1947. Según el escritor y crítico literario Fernando Alegría, tuvo dos corrientes: el realismo romántico y el realismo naturalista, representados respectivamente por Alberto Blest Gana y Luis Orrego Luco.
Estos dos escritores retrataron su época como un período de transición entre el inicio de la emancipación de la herencia colonial y el fin de este proceso con el comienzo de la sociedad capitalista. Sin embargo, respondieron antagónicamente respecto a este cambio: Orrego Luco enfatizó en las consecuencias valóricas que traería consigo la sociedad capitalista, que consideró mayoritariamente negativas, mientras que Blest Gana acogió positivamente esta evolución, llegando a considerar inevitable este desplazamiento de costumbres.
Además de Martín Rivas, Blest Gana destacó por Los trasplantados, publicado 1904, obra en la que analizó el comportamiento de los chilenos radicados en París. Por su parte, Orrego Luco sobresalió por sus ciclos narrativos que describieron la sociedad chilena de aquella época. El primero (1876 - 1929) se denominó Escenas de la vida en Chile e incluyó las obras Playa negra, Un idilio nuevo, Casa grande, y El tronco herido; el segundo, Recuerdos del tiempo viejo, está formado por En familia y A través de la tempestad, publicadas en 1912 y 1914 respectivamente, en las que aborda la segunda mitad de la década de 1880 y principios de la década de 1890.
Otro relevante escritor del realismo fue Baldomero Lillo, que publicó en 1904 la recopilación de cuentos Subterra, en la que describió las precarias condiciones de trabajo en las minas del carbón en Lota durante el fin del siglo XIX y principios del XX. Subterra tuvo un gran éxito, su primera edición se agotó en tres meses y fue también favorablemente acogida por la crítica de la época. En 1907 publicó Subsole, con cuentos basados en la vida campesina y de los pescadores.

#### Criollismo
El criollismo fue un movimiento literario nacido a fines del siglo XIX y que perduró durante la primera mitad del siglo XX. Extensión del realismo, su objetivo era describir de manera objetiva la vida rural para contribuir así a su conocimiento. El criollismo se desarrolló en medio de una tendencia generalizada a privilegiar la ciudad como centro de desarrollo en vez de la vida campesina e interpretó, en palabras de  Mariano Latorre, «la lucha del hombre de la tierra, del mar y de la selva por crear civilización en territorios salvajes, lejos de las ciudades». Dotó a personajes de un carácter heroico, aunque su lucha siempre terminaba en derrota. Entre los primeros escritores del criollismo descollaron Alberto Blest Gana, Baldomero Lillo con Subterra y Subsole, y Latorre con Zurzulita, publicada en 1920.

### Modernismo
El modernismo es un movimiento literario que se desarrolló entre los años 1880-1920, fundamentalmente en el ámbito de la poesía, que se caracterizó por una ambigua rebeldía creativa, un refinamiento narcisista y aristocrático, el culturalismo cosmopolita y una profunda renovación estética del lenguaje y la métrica. Tradicionalmente, se ha asociado su comienzo a la publicación, por primera vez en Valparaíso el 30 de julio de 1888, de Azul..., de Rubén Darío, a causa de la innegable repercusión del libro en la literatura de Hispanoamérica.[cita requerida]
Entre los exponentes nacionales del modernismo, podemos nombrar a: Ambrosio Montt y Montt, Alberto del Solar, Luis Barros Méndez, Leonardo Eliz, Narciso Tondreau, Pedro Antonio González, Clemente Barahona Vega, Julio Vicuña Cifuentes, Ricardo Fernández Montalva, Alfredo Irarrázaval Zañartu, Augusto Winter, Gustavo Valledor Sánchez, Egidio Poblete, Samuel A. Lillo, Abelardo Varela, Marcial Cabrera Guerra, Horacio Olivos y Carrasco, Antonio Bórquez Solar, Zoilo Escobar, Manuel Poblete Garín y Miguel Luis Rocuant, entre otros. Cabe destacar que muchos de los poetas mencionados, fueron incluidos en la antología Selva Lírica.

### Grupo literario Los Diez
Los Diez o «Los X» fue un grupo —conformado por arquitectos, escritores, escultores, músicos y pintores chilenos— que protagonizó la escena cultural de Chile entre 1914 y 1924. Fue uno de los grupos más destacados del arte nacional y uno de los principales movimientos intelectuales chilenos del siglo XX.
El nombre «Los Diez» o «Los X» se originó en una conversación entre el escritor Pedro Prado y el arquitecto Julio Bertrand. En 1914, pese a que Prado pasaba por una situación económica difícil, era un hombre muy alegre y entusiasta. Su socio Bertrand le preguntó si habría otras personas en Santiago que tuvieran esa misma actitud alegre y creativa. «Tal vez buscando, deben haber unas diez», dijo Prado. Bertrand replicó que «[le] gustaría conocerlas». Esto marcó el nacimiento del grupo, comenzando una serie de reuniones en casa de Prado, donde se practicaban irónicamente una serie de rituales, con la simple intención de reírse de ellos mismos y de cultivar la amistad.
Su primera aparición pública fue el 19 de junio de 1916, cuando se celebró la Primera Exposición de Los Diez, con obras de Manuel Magallanes Moure, Alberto Ried y Pedro Prado en el Salón de El Mercurio.
Integrantes:

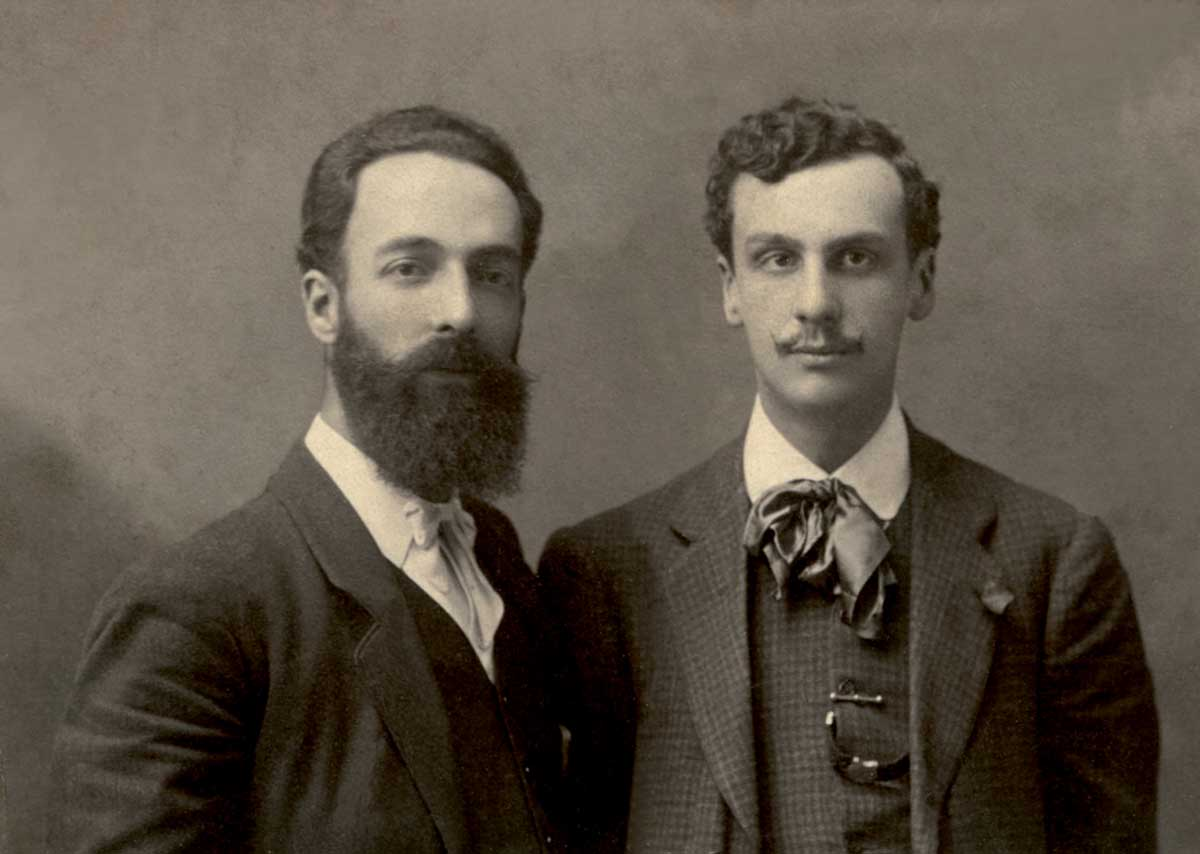
Manuel Magallanes Moure (1878-1924) y Augusto d'Halmar (1882-1950) en 1906.

- Pedro Prado (escritor, pintor y arquitecto) Premio Nacional de Literatura 1949
- Manuel Magallanes Moure (escritor y pintor)
- Juan Francisco González (pintor)
- Julio Bertrand Vidal (arquitecto, pintor y fotógrafo)
- Acario Cotapos (músico) Premio Nacional de Artes Musicales 1960
- Alfonso Leng (músico, compositor) Premio Nacional de Artes Musicales 1957
- Armando Donoso (crítico literario, periodista)
- Julio Ortiz de Zárate (pintor)
- Alberto Ried Silva (escritor y escultor)
- Ernesto Guzmán (poeta)
- Alberto García Guerrero (músico)
- Augusto D'Halmar (escritor) Premio Nacional de Literatura 1942
- Eduardo Barrios (escritor) Premio Nacional de Literatura 1946

### Literatura fantástica o imaginativa
Una nueva generación de escritores ha incorporado la literatura fantástica o imaginativa a la que pertenece Omar Pérez Santiago y su libro de cuentos Nefilim en Alhué (2011). Esta corriente moderniza la vieja escuela de los asuntos existenciales góticos, lo terrorífico, lo mágico, lo onírico y lo diabólico de la cultura popular, y que tiene su origen en María Luisa Bombal, autora de La amortajada (1938), Elena Aldunate con su Juana y la cibernética (1963) y Carlos Droguett con Patas de perro (1965).  En esta corriente se cuentan los libros Cuentos de gore, de locura y de muerte  (2011) de Pablo Espinoza  Bardi, El curioso caso de la sombra que murió como un recuerdo (2018) de José Baroja y Mente suicida y otra muertes (2012) de Aldo Astete Cuadra.

### Poesía chilena (1900-1925)
Durante el primer cuarto del siglo XX un conjunto de poetas lograron renovar la escena literaria chilena, trayendo consigo el inicio del vanguardismo.
La primera manifestación de este movimiento comenzó con la publicación de Flores de cardo de Pedro Prado en 1908, poemario que introdujo en Chile el culto al verso libre y la ruptura de las sujeciones métricas. Más tarde, Prado publicaría El llamado del mundo y Los pájaros errantes, en 1913 y 1915 respectivamente; este último año fundaría asimismo el grupo artístico Los Diez.
En este período sobresalió también Gabriela Mistral con su poema Sonetos de la muerte, que ganó el concurso literario de los Juegos Florales de Santiago, realizados el 22 de diciembre de 1914. En 1922 aparece Desolación, poemario que —publicado a iniciativa del directo del Instituto de las Españas, Federico de Onís, en Nueva York—, es considerado su primera obra maestra. Gabriela Mistral obtendría el Premio Nobel de Literatura en 1945, transformándose en la primera latinoamericana en recibir dicha distinción.
Destacó asimismo Vicente Huidobro, quien publicó en 1914 Arte del sugerimiento y Non serviam, obras que fueron la antesala del creacionismo, vanguardia literaria fundada por él y cuyo manifiesto fue publicado en su libro El espejo de agua en 1916: 

El poema creacionista se compone de imágenes creadas, de situaciones creadas, de conceptos creados; no escatima ningún elemento de la poesía tradicional, salvo que en él dichos elementos son íntegramente inventados, sin preocuparse, en absoluto de la realidad ni de la veracidad anteriores al acto de realización.
Fragmento de «Creacionismo», Vicente Huidobro.

Luego de residir primero en Santiago de Chile y posteriormente en Buenos Aires, Huidobro partió a París, donde en 1918 publicó una segunda edición de El espejo de agua, además de Ecuatorial y Poemas árticos, que establecieron el creacionismo en la vanguardia europea.
Otro poeta de esa generación fue Ángel Cruchaga, quien se caracterizó por un énfasis permanente en el mundo del amor y su predisposición a la tristeza. En este período descolló su poemario Las manos juntas, publicado en 1915.
Pablo de Rokha resaltó por su visión anárquica y contestataria, rupturista y polémica del mundo. Entre sus obras sobresalieron: El folletín del Diablo y Los gemidos, publicados en 1920 y 1922 respectivamente. En 1938 fundó y dirigió la editorial Multitud, cuyos libros circularon en Estados Unidos, Rusia y Latinoamérica.
Juan Guzmán Cruchaga publicó Junto al brasero, La mirada inmóvil, Lejana, La fiesta del corazón y la antología Agua de cielo; en 1914, 1919, 1921, 1922 y 1925 respectivamente.
Por último, y como antesala de su éxito en el siguiente cuarto del siglo XX, Pablo Neruda —que comenzó su carrera literaria a finales de la década de 1910— publicó Crepusculario en 1923 y, al año siguiente, Veinte poemas de amor y una canción desesperada.

### Imaginismo
El imaginismo chileno, nacido en 1925, se caracterizó por el hecho de que sus autores no tomaron elementos directamente de la realidad nacional, ni descripciones de la naturaleza, ni transcribieron el lenguaje de los campesinos propiamente tal; más bien rechazaron el apego a los elementos naturales, cotidianos y convencionales, siendo opuesto al criollismo. De acuerdo a los historiadores Luis Muñoz González y Dieter Oelker Link, las principales diferencias entre el criollismo y el imaginismo se resumen en el siguiente esquema:
| Criterio   | Criollismo                                              | Imaginismo                                            |
| ---------- | ------------------------------------------------------- | ----------------------------------------------------- |
| Origen     | La realidad: observación, documentación y temperamento. | La imaginación: observación, fantasía y sensibilidad. |
| Naturaleza | Descriptiva, heterotélica y arraigada en lo nacional.   | Narrativa, autotélica y de proyección universal.      |
| Función    | Cognoscitiva y didáctica: comprometer al lector.        | Hedonística y recreativa: liberar al lector.          |

Uno de los mayores aportes de la generación imaginista fue la creación en 1928 de la revista Letras, cuyo objetivo era fomentar un diálogo internacional acerca de las artes y la literatura. Entre los escritores que formaron parte de este movimiento destacaron Ángel Cruchaga, Salvador Reyes Figueroa, Hernán del Solar, Luis Enrique Délano y Manuel Eduardo Hübner.

### La Mandrágora

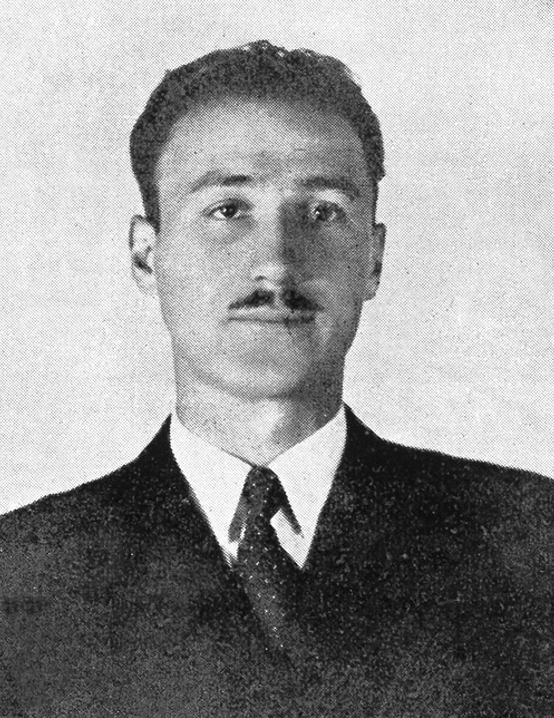
Gómez Correa en 1940.

La Mandrágora fue un grupo de poetas surrealistas chilenos fundado en 1938 por Teófilo Cid, Enrique Gómez Correa y Braulio Arenas; aunque desde el inicio participó también Jorge Cáceres. Este colectivo poético surgió y se desarrolló en medio del triunfo del Frente Popular y la llegada de Pedro Aguirre Cerda a la presidencia, lo que explica que la propuesta poética de este grupo estuvo vinculada en un principio con esos fenómenos sociales, desarrollando un proyecto radical de socialización con especial énfasis en lo político. Sin embargo, pronto abandonaron su discurso inicial para dar paso a una interlocución con el surrealismo a través de textos personales y manifiestos conjuntos, vínculo que ya había establecido Vicente Huidobro.
Entre los principales logros de la Mandrágora para promover el surrealismo en Chile sobresalieron la publicación de la revista del mismo nombre (siete números, desde diciembre de 1938 hasta octubre de 1943); la conferencia dictada en la Universidad de Chile en 1939; una exposición surrealista en la Biblioteca Nacional en 1941; y una exposición surrealista internacional en la Galería Dédalo de Santiago en 1948. Por su parte, Arenas publicó la revista Leit-motiv (1942 - 1943), que contó con las colaboraciones especiales de André Bretón, Benjamin Péret y Aimé Césaire, estableciéndose una estrecha relación entre la Mandrágora y los surrealistas franceses.
La Mandrágora se caracterizó también por sus discusiones reprobatorias en contra de los criterios establecidos en la poesía moderna, criticando además a varios escritores chilenos, tales como Neruda y Huidobro.
En total, salieron siete números de la revista, el último en octubre de 1943. Entre los colaboradores, además de los fundadores, figuraron, entre otros, los poetas Gonzalo Rojas, Fernando Onfray, Gustavo Osorio, Jorge Cáceres, Vicente Huidobro, Pablo de Rokha, Ludwig Zeller (también artista visual), los pintor Eugenio Vidaurrázaga y Mario Urzúa, los músicos Renato Jara, Alejandro Gaete y Mario Medina.
El grupo comenzó a dispersarse en 1949. En 1957 Arenas, Gómez Correa y Cáceres publicaron la antología El AGC de la Mandrágora, que incluía un diccionario surrealista y una bibliografía del surrealismo chileno.

### Neocriollismo

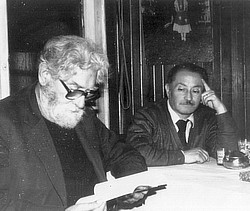
Francisco Coloane (izquierda) junto al escritor Mario Uribe Velásquez.

A finales del lustro de 1935 y la primera mitad de la década de 1940 se desarrolló la generación neocriollista, cuyo objetivo fue representar el mundo popular en su dimensión social y humana, caracterizándose por plasmar en sus obras un marcado acento regionalista. Un factor fundamental en el carácter ideológico de esta generación fue el turbulento panorama político chileno en el cual se desarrolló y que la llevó a un importante compromiso con el marxismo y con la militancia política de izquierda.
Uno de los escritores más relevantes de esta generación fue Nicomedes Guzmán, quien se distinguió por tratar aspectos tales como "la injusticia social, la explotación, la vida miserable de los suburbios, la degradación moral en la pobreza y la corrupción en el poder". Entre sus obras más importantes figuran Los hombres oscuros, La sangre y la esperanza, La luz viene del mar, y Una moneda al río y otros cuentos, publicados en 1939, 1943, 1951, y 1954 respectivamente.
Otro escritor importante fue Gonzalo Drago, con Cobre (1941), obra que retrata la lucha de los mineros frente a la injusticia y la naturaleza; Surcos (1948), colección de cuentos campesinos; y El purgatorio (1951), novela en la que describió sus experiencias durante el servicio militar.
Se destacaron Andrés Sabella y Volodia Teitelboim por Norte Grande e Hijo del salitre respectivamente, obras que describieron la vida de los trabajadores salitreros en el norte de Chile. Asimismo resaltaron Nicasio Tangol y Francisco Coloane por sus obras inspiradas en el extremo sur del país: el primero retrató las costumbres, creencias e historias de Chiloé y la Patagonia chilena, destacándose su labor de describir la cultura de los pueblos aborígenes extremo-australes, mientras que Coloane describió la lucha constante del hombre en los mares del sur. Destacan sus obras Cabo de Hornos y El último grumete de La Baquedano, ambas publicadas en 1941.
Sobresalieron también Marta Brunet y Maité Allamand con sus textos inspirados en la vida en el campo. En Montaña adentro, Brunet refleja el lenguaje rural de la época. Allamand tuvo especial interés en la literatura infantil.

### Literatura infantil

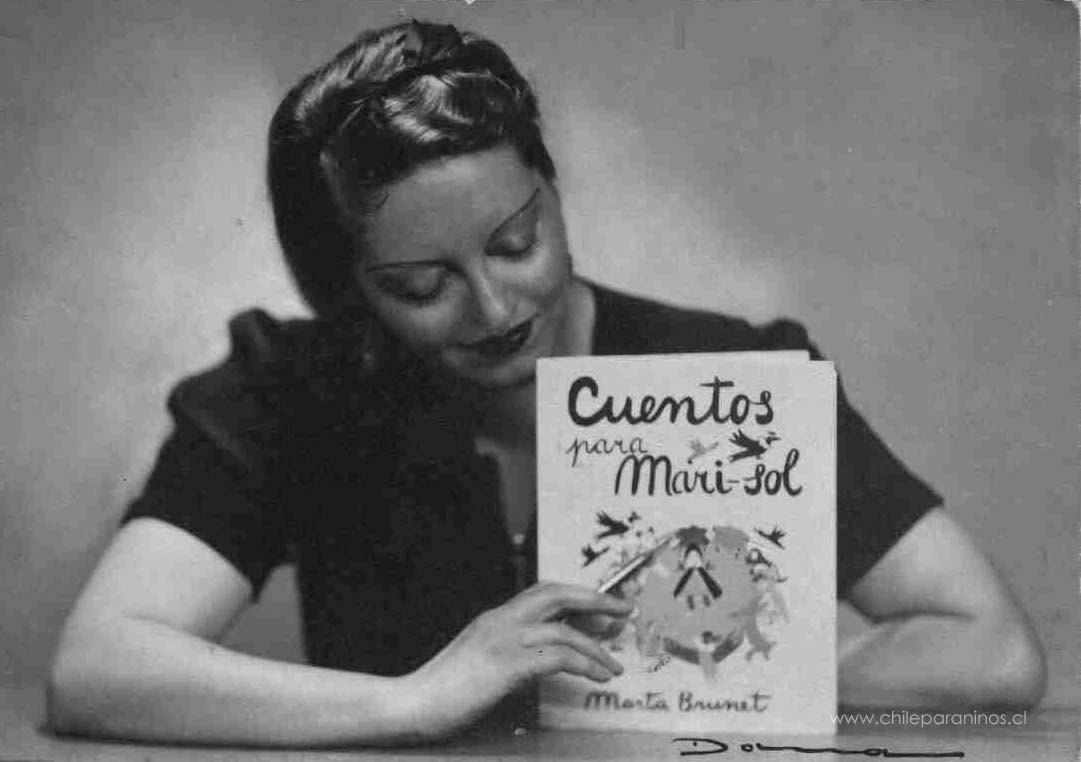
Marta Brunet, junto a su libro Cuentos para Marisol.

Desde la década de 1930, la literatura infantil adquirió considerable importancia en la escena chilena. Sus inicios datan de los primeros años del siglo XX, cuando se fundan diversas revistas para menores, tales como Revista de los Niños, Chicos y Grandes y El Peneca, de las que solo este última perduró varias décadas. Blanca Santa Cruz Ossa recopiló desde 1929 varios mitos y leyendas de diversos lugares del mundo y de Chile; Ernesto Montenegro se distinguió con Cuentos de mi tío Ventura (1930); Damita Duende, con Doce cuentos de príncipes y reyes y Doce cuentos de hadas, ambos de 1938; Marta Brunet, con Cuentos para Marisol (1938). En la transición a la década de 1940, destacó Ester Cosani, con Leyendas de la vieja casa, Para saber y contar, Las desventuras de Andrajo y Cuentos a Pelusa (1938 - 1943). Posteriormente, a partir de 1947 y hasta 1974, Marcela Paz publicó doce libros de su serie infantil Papelucho, los que se caracterizaron por un lenguaje más irreverente y cercano al de un niño.

### Nueva narrativa chilena de los noventa
El movimiento llamado Nueva narrativa chilena de los noventa corresponde a un grupo de escritores que alcanzan notoriedad en Chile al comenzar la década de 1990. Las figuras que habitualmente se asocian al grupo son Gonzalo Contreras, Alberto Fuguet, Arturo Fontaine Talavera, Carlos Franz, Ana María del Río, Carlos Cerda, Darío Oses, Marco Antonio de la Parra, José Leandro Urbina, Sergio Gómez, Pablo Azócar, entre otros. Obras emblemáticas del grupo son las novelas Santiago cero de Franz; La ciudad anterior, Gonzalo Contreras; Sobredosis (cuentos) y Mala onda, de Fuguet; Oír su voz, de Fontaine; Siete días de la señora K, de Ana María del Río; Morir en Berlín, de Cerda y Gente al acecho (cuentos) de Jaime Collyer.

### Literatura de los hijos
Se denomina literatura de hijos a aquellas novelas «que han incursionado en una mirada infantil o adolescente sobre la historia reciente, rica en dictaduras, con sus respectivas represiones, desapariciones y terror». La crítica Lorena Amaro explica que los autores de este tipo de textos vivieron «la época infantil –idealizada como la edad de la inocencia– bajo la violencia y crueldad de la dictadura pinochetista y haberse mantenido, como niños que eran, ajenos a los giros políticos». La expresión «literatura de los hijos» proviene del título del tercer capítulo de Formas de volver a casa, de Alejandro Zambra. Zambra explica: «los de mi generación vivimos la democracia y la adolescencia al mismo tiempo. Nos dimos cuenta de que solo la segunda era totalmente cierta [...]; en los 90 tuvimos una sensación de orfandad muy grande. Se daban los problemas por archivados, pero advertimos que no lo estaban. Para explicar cualquier cosa en Chile tienes que ir a la dictadura. Es muy difícil no hablar de ella».
Lina Meruane considera un «espanto, un castigo» que se dé el nombre de hijos de la dictadura «a esa generación, como si hubiéramos sido parte». Ella identifica la literatura de «posmemoria» como «relatos de segunda mano donde los narradores se hacen cargo como pueden de lo que vieron a medias o intuyeron». «Mi generación abordó este tema muy pronto», señala esta autora que en 2000 publicó Cercada, sobre la relación entre hijos de un torturador y de sus víctimas. Meruane subraya que ahora están surgiendo distintos puntos de vista, entre los que destaca el de Alia Trabucco, porque en su libro La resta «la memoria es una cosa cenicienta: irrespirable y difícil de sacudirse».
Para Amaro, la de los hijos es «una literatura cargada de culpas: la dictadura fue tan larga que dio tiempo a que los niños crecieran y entendieran lo que estaba ocurriendo, pero no duró tanto como para que pudieran combatirla realmente». Así que, lejos de la épica, estos escritores denuncian «el mutismo de la clase media, su servilismo ante las élites y su complicidad con los atavismos del poder en Chile».
Los autores de esta generación nacieron en los años 1970-1980, pero más que de generación quizá sea más apropiado hablar de un «corpus de obras». Los escritores que han sido catalogagos en la «literatura de los hijos», son, además de los citados, Álvaro Bisama (con Ruido), Alejandra Costamagna (En voz baja), Nona Fernández (Chilean Electric, Fuenzalida), Rafael Gumucio, Patricio Jara, Marcelo Leonart, Leonardo Sanhueza, Diego Zúñiga. Se trata de libros con «un arquetipo narrativo: infancias narradas a partir de la dictadura. O hasta de la pos-dictadura, ya que el efecto de la "literatura de los hijos" también se aprecia en libros de la generación posterior, como Niños héroes de Diego Zúñiga o La resta de Alia Trabucco, los cuales se pueden leer como intentos de epígonos de lo iniciado por Alejandro Zambra».

#### Ciencia ficción en Chile
La ciencia ficción chilena ha tenido un desarrollo relativamente tardío en comparación con otros géneros literarios. Aunque en sus inicios estuvo influenciada por autores internacionales, en las últimas décadas ha logrado consolidar una voz propia. La ciencia ficción comenzó a aparecer en Chile a fines del siglo XIX, generalmente influenciada por los avances tecnológicos y científicos de la época. Los orígenes de la Ciencia Ficción en Chile remontan a fines del siglo XIX cono autores como Benjamin Tallman (El Espejo del Mundo) y Francisco Miralles (Desde Júpiter).
El género de ciencia ficción comenzó a tomar forma en Chile hacia mediados del siglo XX. Autores como Hugo Correa son considerados pioneros. Su obra más famosa, Los altísimos (1959), explora temas como el contacto con civilizaciones alienígenas y fue muy elogiada tanto en Chile como en el extranjero. De hecho, Correa es uno de los pocos escritores chilenos de ciencia ficción que recibió reconocimiento internacional, incluso por parte de autores de renombre como Ray Bradbury.
En las últimas décadas, la ciencia ficción en Chile ha seguido creciendo, con autores como Jorge Baradit, quien mezcla ciencia ficción con historia alternativa, como se puede ver en su obra Synco (2008), que especula sobre un Chile en una realidad alternativa donde el proyecto cibernético de Salvador Allende es exitoso. Otros autores recientes que han explorado el género son Nicolás Orellana (La Prueba del Buscador), Joctán Záfira (Ascenso), Sofía Bertelsen (Ad Infinitum) o Diego Caroca (Mechanaised). También ha habido un resurgimiento de antologías y editoriales independientes que apoyan el género como Aurea Ediciones o Puerto de Escape. 

#### Fantasía en Chile

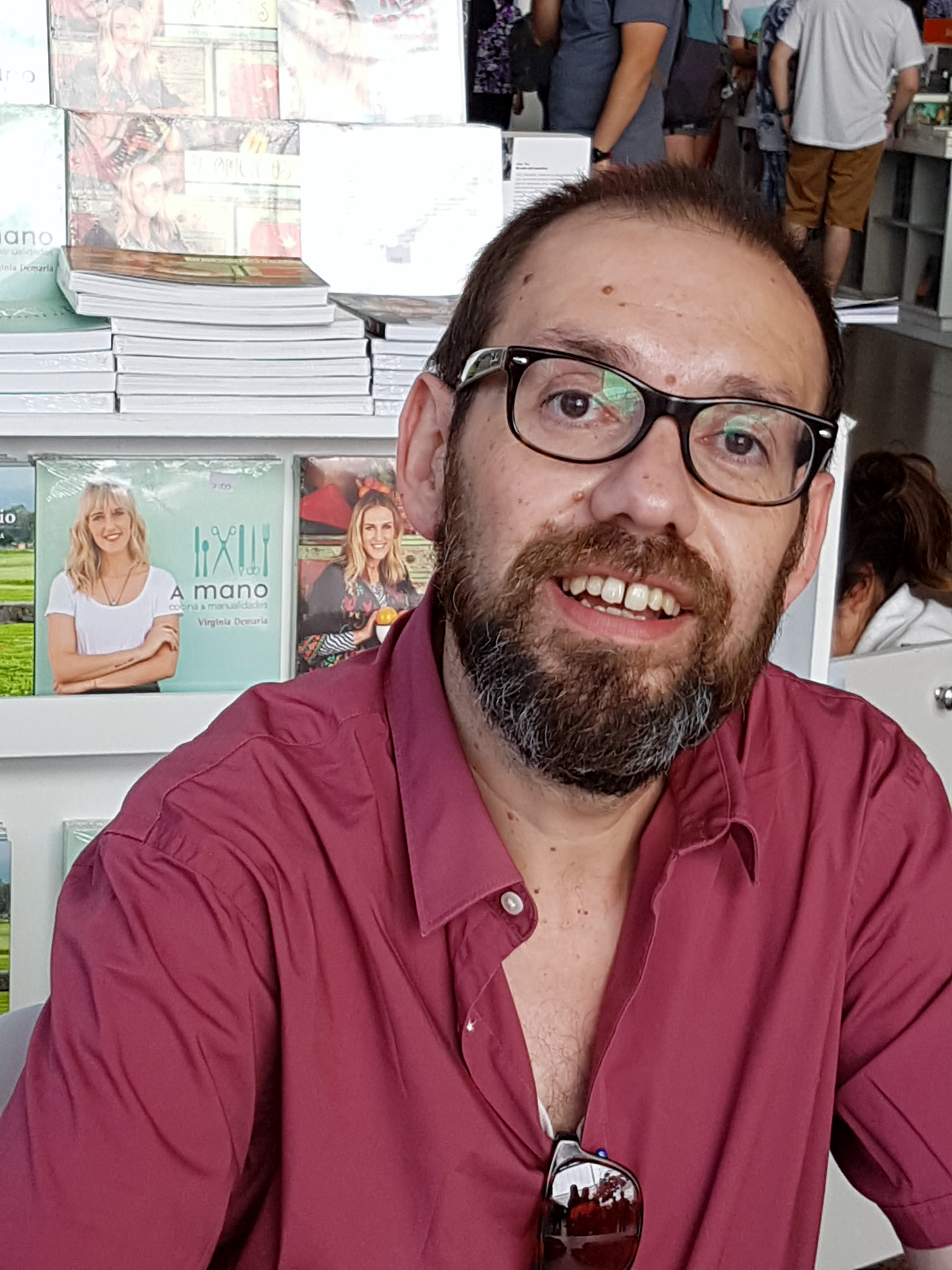
Francisco Ortega (n. 1974)

La fantasía, al igual que la ciencia ficción, ha tardado en consolidarse como un género literario en Chile, aunque ha ganado adeptos en las últimas décadas gracias a la influencia de autores internacionales y al aumento del interés por la literatura juvenil. Durante gran parte del siglo XX, la fantasía en Chile no fue un género predominante. Sin embargo, algunos autores como Baldomero Lillo en su obra Sub Terra (1904) utilizaron elementos fantásticos dentro de un marco de realismo social, aunque no era fantasía en el sentido puro del género.
En las últimas décadas, la fantasía ha tenido un auge considerable, especialmente entre los lectores jóvenes. Autores como Francisco Ortega, con obras como El verbo Kaifman (2008) y Logia (2014), han mezclado fantasía con historia y mitología chilena. También es importante destacar a Camila Valenzuela, quien ha escrito fantasía juvenil con su saga Trilogía del Malamor, que combina mitos ancestrales chilenos con fantasía contemporánea. Otros autores que han explorado en este género literario son: José Del Real (El Último Dragón), Pedro Doyharcabal (Héroes de Lazkar), Aldo Berríos (La Ballena), R.D. Digory (Lis: Luz y Oscuridad), Mariano Pudú (Sueños de la niebla: falsanoche) o Vincenzo Guazzini (Posapocalíptica). 

#### Terror en Chile

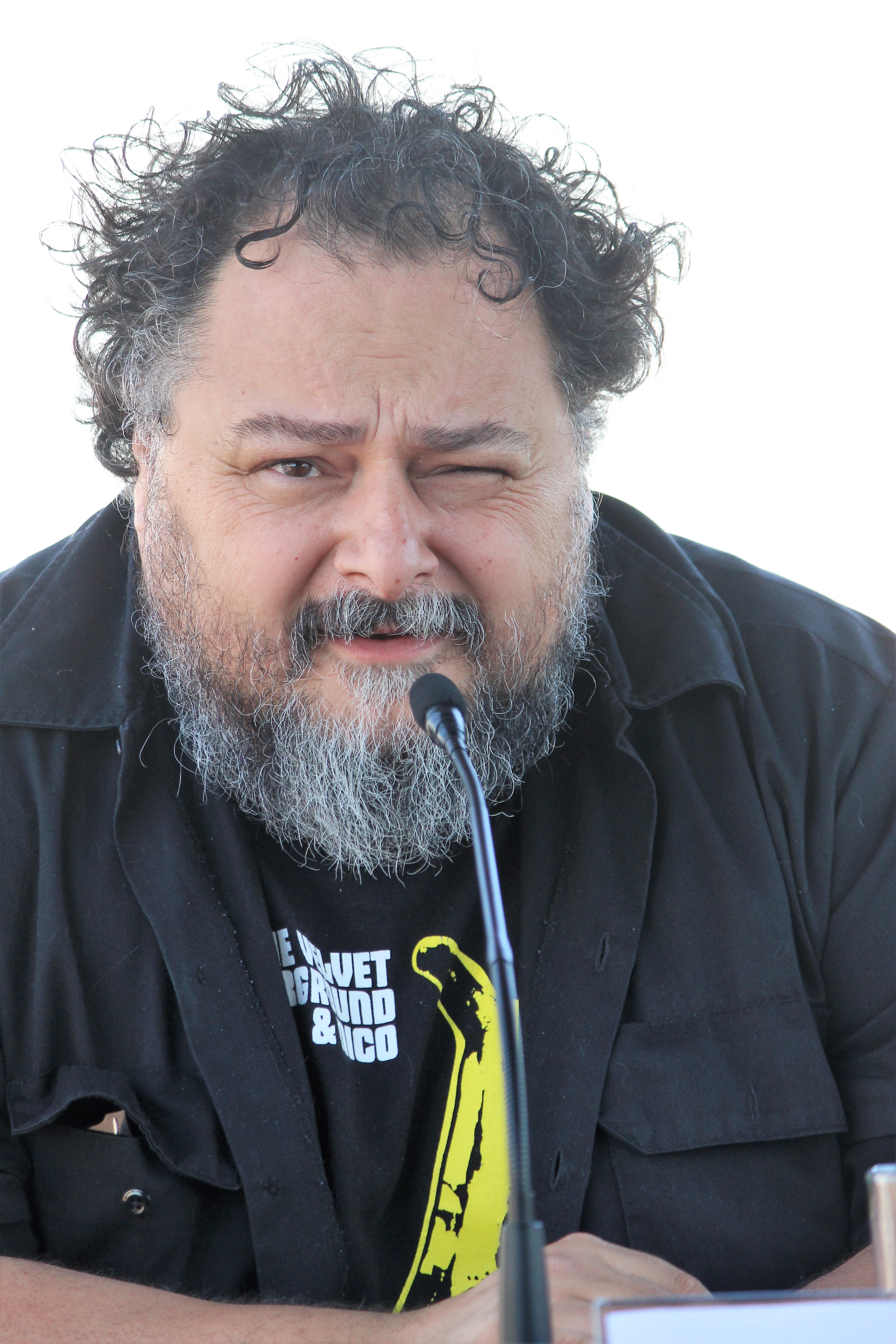
Álvaro Bisama (n. 1975)

El género del terror ha tenido una evolución interesante en Chile, a menudo influenciado por el contexto sociopolítico y las tensiones sociales del país. El terror en Chile ha sido utilizado como una herramienta para explorar los miedos profundos de la sociedad, a menudo reflejando los traumas históricos y culturales. Desde los tiempos de la Colonia, las leyendas y mitos populares de Chile han sido una fuente de historias de terror. Mitos como el Caleuche, el Trauco o la Pincoya son ejemplos del folclore que ha inspirado el género. A principios del siglo XX, el escritor Mariano Latorre incluyó elementos de terror en algunos de sus cuentos inspirados en la vida rural chilena, aunque el género no era dominante.
Durante la dictadura de Pinochet, el terror fue utilizado en la literatura para expresar el miedo y la represión que vivía la sociedad. Autores como José Donoso, en obras como Casa de Campo (1978), recurrieron al realismo mágico y el terror psicológico para abordar el trauma colectivo. En los últimos años, el terror en Chile ha tenido un resurgimiento con autores como Claudia Andrade y Álvaro Bisama, quienes exploran miedos más íntimos y cotidianos, pero también el horror cósmico, en el caso de Bisama.
Carlos Basso ha ganado notoriedad en el género con novelas de terror histórico que mezclan elementos de la historia chilena con lo sobrenatural. El surgimiento de antologías y concursos de cuentos de terror ha permitido que una nueva generación de autores se adentre en este género, contribuyendo a su expansión.

### Poesía mapuche contemporánea
El pueblo mapuche cuenta con una dilatada literatura oral, alentada por el tradicional aprecio de este pueblo por el uso estético del idioma y la capacidad oratoria como suprema destreza social. Las principales formas de relato son el epew y el nütram.
Durante la segunda mitad del siglo XX numerosos poetas mapuches decidieron cruzar la frontera entre oralidad y escritura. Muchos de ellos publican sus poemarios en ediciones bilingües, en castellano y mapudungun, pero el uso de la lengua vernácula y los tópicos literarios propios de la etnia, como las referencias al entorno natural, la simbología y la cosmovisión mapuche, son características centrales de la mayoría de estos autores.
Entre los poetas mapuches contemporáneos se encuentran:
- Lorenzo Aillapán (1940 - ): Poeta y músico que se declara üñümche, hombre pájaro, por su entendimiento del lenguaje de las aves. Ha trabajado circunstancialmente como actor.
- Emilio Antilef: periodista y poeta.
- Elicura Chihuailaf (1952 - ): Uno de los más reconocidos poetas mapuches. En su obra destaca el uso de elementos de la simbología tradicional de la etnia, como el culto a los antepasados y el color azul. Ha traducido obras de Pablo Neruda y Víctor Jara al mapudungun.
- Rosendo Huenumán García (1935 - ): Poeta y recopilador de poesía tradicional. Fue diputado por el Partido Comunista de Chile hasta 1973.[77]
- Jaime Luis Huenún (1967 - ): Poeta huilliche, que también ha editado antologías de otros autores mapuches.
- Leonel Lienlaf (1969 - ): Se declara abiertamente un poeta bilingüe. También es músico.
- Graciela Huinao (1956 - ): Poeta y narradora huilliche. Se convirtió en la primera mujer indígena en integrar la Academia Chilena de la Lengua.

## Premio Nacional de Literatura
El Premio Nacional de Literatura es una distinción otorgada por el Gobierno de Chile a través del Ministerio de Educación y, desde 2003, por el Consejo Nacional de la Cultura y las Artes. Es entregada a quien ha dedicado su vida al ejercicio de las letras y haya recibido la consagración por el juicio público. Esta distinción nació a través de la preocupación de la Sociedad de Escritores por la orfandad social en la que vivían los literatos y fue creada por la Ley número 7368 durante la presidencia de Juan Antonio Ríos el 8 de noviembre de 1942 en homenaje al centenario de la Sociedad Literaria de 1842. Consiste de un premio en dinero y una pensión vitalicia. Se otorgaba anualmente, pero la Ley número 17 595 de 1972 determinó su condición de bianual. Forma parte de los Premios Nacionales de Chile.